# (9084) Achristou
(9084) Achristou (1995 CS1) – planetoida z pasa głównego asteroid okrążająca Słońce w ciągu 2,54 lat w średniej odległości 1,86 au. Odkryta 3 lutego 1995 roku.